# Mitra edentula
Mitra edentula is een slakkensoort uit de familie van de Mitridae. De wetenschappelijke naam van de soort is voor het eerst geldig gepubliceerd in 1823 door Swainson.